# Жугастру
Жугастру (рум. Jugastru) — село у повіті Мехедінць в Румунії. Входить до складу комуни Бутоєшть.
Село розташоване на відстані 214 км на захід від Бухареста, 58 км на схід від Дробета-Турну-Северина, 43 км на північний захід від Крайови.

## Населення
За даними перепису населення 2002 року у селі проживала 351 особа, з них 350 осіб (99,7%) румунів. Рідною мовою 350 осіб (99,7%) назвали румунську.